# Arachnocephalus subsulcatus
Arachnocephalus subsulcatus е вид насекомо от семейство Mogoplistidae. Видът е застрашен от изчезване.

## Разпространение
Разпространен е в Сейшели (Алдабра).